# 24年
| 千纪： | 1千纪                                                                                |
| 世纪： | 前1世纪 \| 1世纪 \| 2世纪                                                            |
| 年代： | 前0年代 \| 0年代 \| 10年代 \| 20年代 \| 30年代 \| 40年代 \| 50年代                   |
| 年份： | 19年 \| 20年 \| 21年 \| 22年 \| 23年 \| 24年 \| 25年 \| 26年 \| 27年 \| 28年 \| 29年 |
| 纪年： | 汉更始二年                                                                           |

## 大事记
- 朝鲜半岛
  - 新罗南解次次雄之子儒理尼師今继位。
- 中國
  - 劉秀滅王郎之戰，更始帝派遣謝躬率領振威將軍馬武等六位將軍共同攻打王郎，但未能攻克，恰逢劉秀援軍趕到，共同平定邯鄲，王郎被殺。
  - 謝躬率軍屯駐在鄴城，劉秀趁謝躬截擊尤來軍之機，命吳漢與岑彭率兵占據了鄴城，謝躬戰敗歸城後被吳漢逮補斬首，屬下馬武、龐萌投靠劉秀。
  - 更始帝劉玄遷都長安。
  - 隗囂歸順更始帝，被封為右將軍，至冬，隗崔與隗義叛更始帝，隗囂遣將平之，因功封御史大夫。

## 各国领袖

### 非洲
- 库施
  - 国王：Shorkaror（20年－30年）
- 毛里塔尼亚
  - 国王：Ptolemy（23年－40年）

### 亚洲
- 中国
  - 汉朝：
    - 皇帝：汉更始帝（23年－25年）

  - 割据势力：王郎、秦丰、隗嚣、李宪、田戎
- 匈奴
  - 单于：呼都而尸道皋若鞮单于（18年－46年）
- 朝鲜
  - 百济：
    - 国王：温祚王（前18年－28年）

  - 高句丽：
    - 国王：大武神王（18年－44年）

  - 新罗：
    - 国王：
      1. 南解次次雄（4年－24年）
      2. 儒理尼师今（24年－57年）
- 贵霜帝国
  - 翕侯：赫拉欧斯（1年－30年）

### 欧洲
- 阿特雷巴特
  - 国王：Verica（15年－40年）
- 卡图维勒尼
  - 国王：Cunobelinus（9年－40年）
- 高加索伊比里亚
  - 国王：Aderk（前2年－30年）
- 罗马帝国
  - 皇帝：提比略（14年－37年）

### 中东
- 奈巴提亚
  - 国王：Aretas IV Philopatris（前9年－40年）
- 奥斯若恩
  - 国王：Abgar V（13年－50年）
- 安息
  - 国王：阿尔达班三世（10年－38年）

## 逝世
- 南解次次雄，新羅第2代君主
- 王郎，中國新朝末群雄之一，割據於河北。
- 謝躬，中国两汉之际更始帝劉玄属下大臣、武将。